# 科加爾特河
40°51′29″N 72°49′32″E / 40.8581°N 72.8255°E
科加爾特河是吉爾吉斯斯坦的河流，位於該國西部賈拉拉巴德州，屬於卡拉達里亞河的右支流，河道全長105公里，流域面積1,370平方公里。